# Elsie Houston

Elsie Houston, sem data. Arquivo Nacional.

Elsie Houston (Rio de Janeiro, 22 de abril de 1902 – Nova Iorque, 20 de fevereiro de 1943) foi uma cantora e compositora brasileira, conhecido por sua poderosa voz de soprano lírico spinto.

## Vida
Elsie Houston era filha de James Franklin Houston, um dentista estadunidense do Tennessee que se estabeleceu no Rio de Janeiro em 1892, e de Arinda Galdo, uma carioca descendente de portugueses da Ilha da Madeira.

### Diva lírica
Tendo iniciado na adolescência e na Europa seus estudos de canto lírico (foi aluna da soprano Lilli Lehmann, na Alemanha), em 1922, Elsie conheceu o maestro e compositor Luciano Gallet, de quem tomou o gosto por harmonizar canções folclóricas em estilo erudito. Nos anos seguintes, fez amizade com expoentes do Movimento Modernista, como Mário de Andrade, Oswald de Andrade, Tarsila do Amaral, Pagú, Manuel Bandeira e Murilo Mendes. Em 1927, já era reconhecida internacionalmente como um grande nome do canto lírico, apresentando-se em Paris ao lado de Arthur Rubinstein e Villa-Lobos na Maison Gaveaux, e no ano seguinte em Praga, no I Congresso Internacional das Artes Populares.
Foi também durante sua passagem por Paris em 1927 que Elsie conheceu e casou-se com o poeta surrealista e militante trotskista Benjamin Péret. Entre 1929 e 1931, o casal residiu no Brasil, e Péret incentivou a esposa a pesquisar o folclore e as religiões afro-brasileiras, o que fizeram durante viagens pelo Norte e o Nordeste do Brasil em 1929. A colaboração foi prolífica. Em 1930, enquanto Péret contribuía com a "Revista de Antropofagia" e publicava os estudos "O Almirante Negro" e Candomblé e Macumba, Elsie lançava (em Paris), o livro Chants populaires du Brésil, e no ano seguinte, o ensaio La musique, la danse et les cérémonies populaires du Brésil. Neste período, ela ainda gravou várias canções folclóricas com arranjos próprios.
Em 1931, nasce o filho dos Péret, a quem o pai deu o estranho nome de Geyser (Satan chegou a ser cogitado, mas convenceram-no a descartar a ideia). No mesmo ano, o casal, hostilizado pelo regime anti-comunista de Getúlio Vargas, é obrigado a deixar o Brasil rumo à França. Geyser foi deixado no Brasil, aos cuidados da avó materna. Na França, o casal Péret parece ter se distanciado progressivamente, em boa parte, supõe-se, graças ao gênio rude e intransigente do poeta, difícil de tolerar mesmo entre seus colegas surrealistas. Péret parte em 1936 para lutar na Guerra Civil Espanhola e lá se envolve com uma mulher mais jovem, a pintora hispano-mexicana Remedios Varo. Em 1937, por este e/ou outros motivos, Elsie decide mudar-se para Nova Iorque.

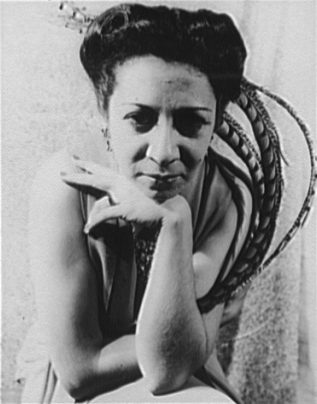
Elsie Houston, fotografada por Carl Van Vechten em Nova Iorque, 4 de novembro de 1940

### Cantora da noite
Em má situação financeira, Elsie havia cantado na noite parisiense e lá desenvolveu uma performance que nada mais era do que um ritual de macumba estilizado. Ao mudar-se para Nova Iorque, passou a apresentar-se em boates sofisticadas da cidade, como o Le Ruban Bleu e o Rainbow Room, atraindo atenções pelo exotismo da cerimônia de vudu (como a entendiam os norte-americanos) e por seus notáveis dotes vocais (que já foram comparados aos de um pássaro da selva). Segundo escreveu um repórter da Time Magazine, iluminada por um círculo de velas, ela "batia num tambor" e "cantava invocações a Iemanjá, deusa do Brasil (sic), Ogum, deus da guerra e a Exu, o demônio (sic)".
Apesar de seus problemas anteriores com o governo brasileiro, e sem atingir a dimensão de uma Carmen Miranda, Elsie também parece ter actuado como uma "embaixatriz" dentro do espírito da "Política de Boa Vizinhança" que então imperava entre os Estados Unidos e seus vizinhos sul-americanos. Entre 1939 e 1940, ela apresentou um programa semanal de rádio pela NBC, a "Fiesta Pan Americana", onde divulgava a música brasileira.
Apesar de ter rompido com Péret e de nem mesmo citar publicamente seu nome (para a já citada matéria da "Time Magazine", ela justificou isso declarando que "ele era anti-nazista e ainda vivia em Paris"), Elsie aparentemente ainda se considerava casada com o poeta. Todavia, isso não a impediu de manter um romance com o conde belga Marcel Courbon.

### "Caso encerrado"?
Na tarde de 20 de fevereiro de 1943, Elsie Houston foi encontrada morta em seu apartamento na elegante Park Avenue. Segundo informou ao "New York Times" o detetive William Chaplain, da polícia de Nova Iorque, tratava-se de um "aparente suicídio". O corpo foi encontrado por Marcel Courbon (citado na reportagem como um "amigo"), na cama, "totalmente vestido", mas sem sapatos. Ao lado do corpo, um vidro de pílulas para dormir, vazio, e dois "bilhetes de suicida" escritos em francês: um endereçado à irmã, Mary "Maria" Pedrosa (que residia em Washington D.C.) e outro ao próprio Courbon.
Nas notas, Elsie afirma estar "terrivelmente confusa" e acrescentava: "por favor, não deixe ninguém saber disso". É motivo de especulação o que ela não queria que ninguém soubesse. Falou-se que sua carreira estava em declínio, posto que o "Rainbow Room" havia fechado as portas pouco depois da entrada dos Estados Unidos na Segunda Guerra Mundial e que outras "embaixatrizes exóticas", como Olga Coelho, haviam tomado o seu lugar na preferência do público. Outra hipótese levantada é que ela, uma pesquisadora séria, odiava a vida em Nova Iorque e as performances que tinha de fazer para sobreviver. Ou então que jamais se recuperou da separação de Péret. Ou mesmo que Courbon a desprezava. E até mesmo que ela foi assassinada num complô stalinista. Provavelmente, jamais se descobrirá o verdadeiro motivo por trás do suposto suicídio de Elsie Houston.

### Elsie Houston porMário de Andrade

Elsie Houston, 1939. Arquivo Nacional.

Em 1943, Mário de Andrade escreveu um obituário para a cantora, em cuja introdução se lê (Puyade, 1985):
Era uma cantora esplêndida. Possuía técnica larga, auxiliada por uma inteligência excepcional em gente do canto. Tão excepcional que Elsie Houston conseguia vencer as vaidades, reconhecer suas pequenas deficiências técnicas e os limites naturais da sua voz. E era um gozo dos mais finos a gente perceber a habilidade com que ela escolhia programas ou disfarçava os escolhos ocorrentes no meio duma canção.

## Obras

### Discografia
- Morena cor de canela/Saudades da Bahia (1930), Columbia, LP 78 rotações
- Vou prá Bahia/Coração das muié (1930), Columbia, LP 78 rotações
- Tristeza (Januário de Oliveira)/Macumbagelê (1930), Columbia, LP 78 rotações
- O barão da Bahia/Cadê minha pomba rola (1930), Columbia, LP 78 rotações
- Aluga-se um coração/Cheguei! (1930), Columbia, LP 78 rotações
- Puxa o melão, sabiá!/Coco dendê trapiá-Ai sabiá da mata (1930), Columbia, LP 78 rotações
- Eh! Jurupanã/Aribu (1930), Columbia, LP 78 rotações
- Capote do Mangô é teu/Vejo a Lua no céu (1932), LP, Victor, 78 rotações
- Rare recording of Songs from Brazil, Russia and the United States (1996), Sanctus, CD
- Elsie Houston - A Feminilidade do Canto (2004), Atração Fonográfica, CD

### Publicações
- Chants populaires du Brésil. Paris: Librairie Orientaliste Paul Geuthner, 1930.